# باراكاس (حضارة)
حضارة بَراكاس (بالإسبانية: Cultura Paracas) هي مجتمع في جبال الأنديز يعد تاريخها من 800 قبل الميلاد إلى 100 قبل الميلاد تقريبا، وكانوا على معرفة واسعة بأنظمة الري وإدارة المياه وكانت لهم خبرة كبيرة في فنون النسيج. كان موقعها في منطقة إيكا اليوم في بيرو. أتت معظم المعلومات عن حياة الناس في حضارة براكاس من الحفريات في موقع أثري كبير على شاطئ البحر في شبه جزيرة براكاس، وحقق فيه أول مرة عالم الآثار البيروفي خوليو تيلو في عقد 1920.
كهوف براكاس (بالإسبانية: Paracas Cavernas) هي مقابر بأعمدة حفرت في الجزء العلوي من منطقة سيرو كولورادو، تحتوي كل منها على قبور عديدة. وهناك أدلة على أن هذه المقابر أعيد استخدامها على مدى قرون. في بعض الحالات، أخرجت رؤوس المتوفين، على ما يبدو لإجراء الطقوس الدينية، ثم أعيد دفنها لاحقا. وتتضمن قطع الخزف الموجودة بالمقابر زخارف منقوشة متعددة الألوان قاومت عوامل الطبيعة، وتحف أخرى من ثقافة براكاس. وتشمل المنسوجات المرتبطة بها العديد من هياكل النسيج المعقدة وكذلك تقنيات الضفائر والغزل المتقنة.
ضمت مقبرة واري كيان مجموعتين من مئات القبور المجمعة معا داخل وحول المباني المهجورة على المنحدر الشمالي الحاد من سيرو كولورادو. أما الخزف المدفون بها فهو أواني بسيطة، بعضها يحتوي على خطوط بيضاء وحمراء وأخرى مع زخرفة مصقولة، وأواني أخرى من تقاليد توبارا. كل مدفن يتكون من حزمة مخروطية ملفوفة بالنسيج، معظمها يحوي داخله فردا يجلس وهو يواجه الشمال عبر خليج براكاس، وبجانبه بعض الأغراض مثل الخزف والمواد الغذائية والسلال والأسلحة. يربط كل جسم بحبل لإمساكه في وضعية الجلوس قبل أن يغلف في طبقات كثيرة من الأنسجة المعقدة والمزخرفة والمحاكة بدقة. وتشتهر مطرزات مقبرة براكاس الآن بأنها من أجود ما أنتجه مجتمعات الأنديز قبل الاكتشاف، وهي الأعمال الفنية الرئيسية التي عرف بها شعب براكاس. استمرت الدفن في مقبرة واري كايان حتى نحو 250 م، وتضم عدة منسوجات مثل تلك الظاهرة في أوائل عهد نازكا.

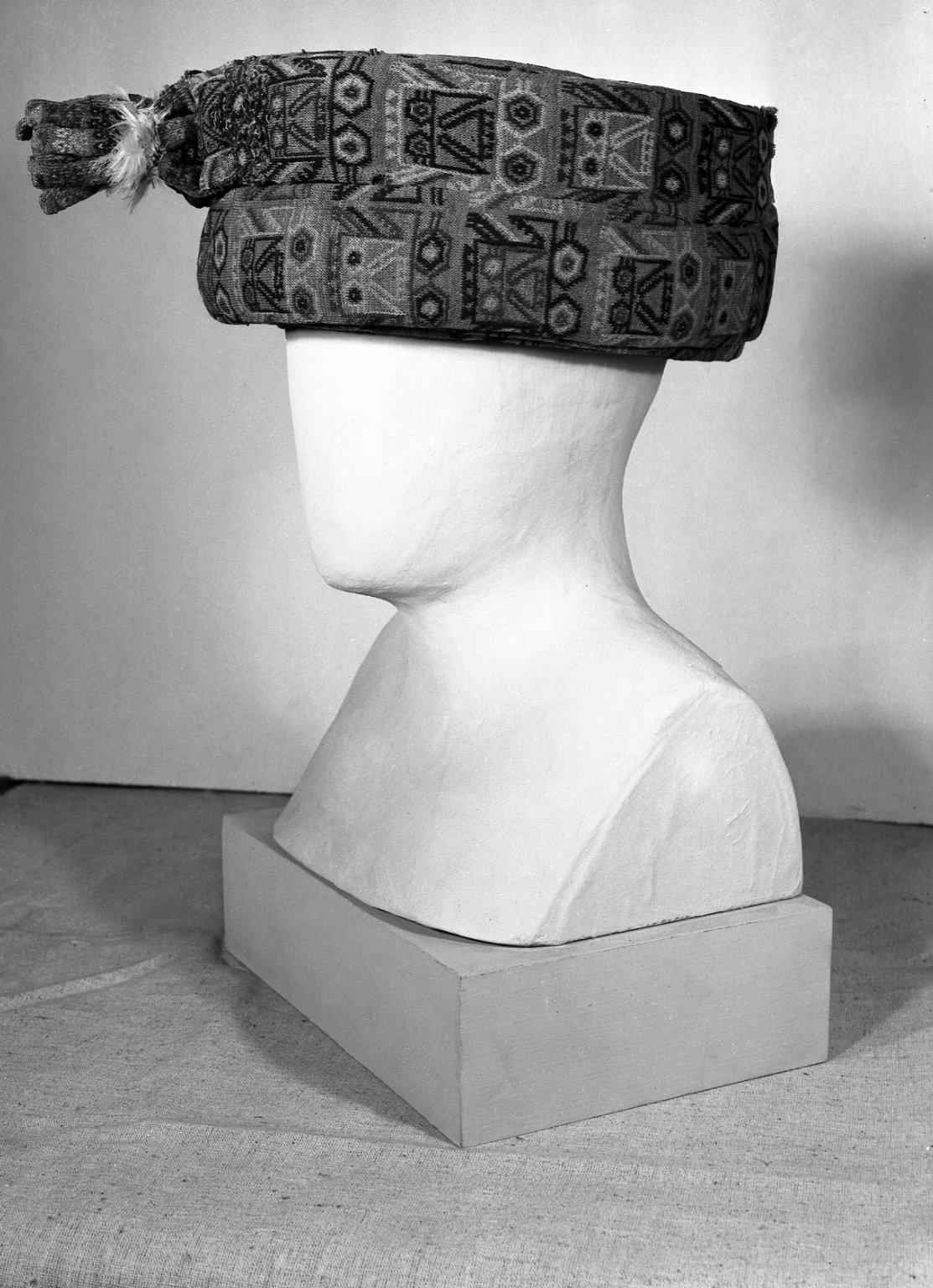
عمامة من براكاس ما بين 300 ق م إلى 100 م، متحف بروكلين

## توبارا
في حين تطورت ثقافة براكاس في هذه المنطقة بين نحو 1200 قبل الميلاد و 100 قبل الميلاد، فيعتقد أن ثقافة توبارا (بالإسبانية: Topará) قد قامت «بغزوهم» من الشمال في نحو 150 قبل الميلاد. ثم تعايشت الثقافتان لأجيال أو أكثر، سواء في شبه جزيرة براكاس أو في وادي إيكا القريب، ولعب تفاعلهما دورا رئيسيا في تطوير ثقافة نازكا وتقاليد الخزف والمنسوجات. ورغم أن هذه المنسوجات المتطورة لم تحفظ إلا على المواقع الصحراوية الساحلية، إلا أن هناك أدلة متزايدة على أن الشعوب التي ارتبطت بهذه الثقافات عاشت وسافرت بين الأراضي المنخفضة في المحيط الهادئ ووديان المرتفعات الأنديزية والمراعي الجبلية في الشرق.

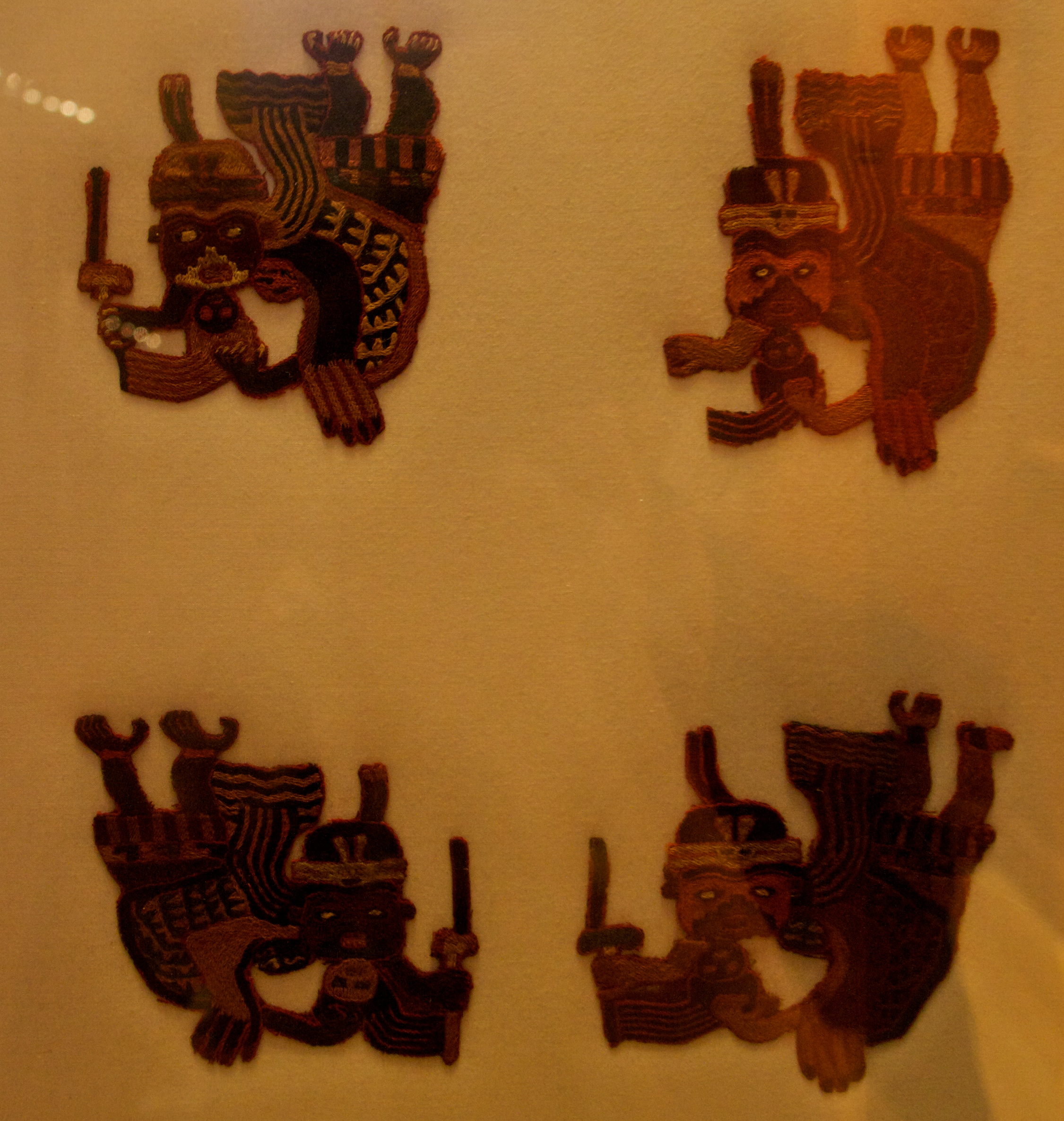
إحدى منسوجات براكاس في المتحف البريطاني. غرض 24 من «تاريخ العالم في 100 غرض».